# Karun
Karun je priimek v Sloveniji, ki ga je po podatkih Statističnega urada Republike Slovenije na dan 1. januarja 2010 uporabljalo 33 oseb.

## Znani nosilci priimka
- Frančišek Ksaver Karun (1853—1890), župnik
- Roman Karun (*1969), športni padalec